# Streit Group Cobra
Streit Group Cobra — бронеавтомобиль с колёсной формулой 4 × 4, разработанный канадской компанией Streit Group на шасси автомашины Toyota Land Cruiser 200.
Первый демонстрационный образец бронемашины был представлен на оружейной выставке «IAV 2013» в феврале 2013 года.

## Конструкция
Бронемашина имеет обычную компоновку с передним расположением двигателя, отделением управления в средней части машины, в кормовой части машины расположено десантное отделение. Экипаж машины состоит из двух человек, предусмотрена возможность перевозки нескольких пехотинцев.
Корпус бронемашины сварной, изготовлен из стальных броневых листов, расположенных под углом. Бронирование по стандарту CEN 1522 Level BR6 обеспечивает круговую защиту от пуль патронов 7,62×51 мм НАТО с расстояния 10 метров. Противоминная защита обеспечивает защиту от взрыва под машиной двух ручных гранат DM-51.
В верхней части бортов десантного отделения расположены амбразуры для ведения огня из стрелкового оружия (по три с каждой стороны). В корме корпуса расположена дверь для посадки и высадки десанта, в створке которой имеется амбразура для ведения стрельбы.
В крыше десантного отделения имеется люк.
Машина оборудована двумя топливными баками совокупным объёмом 138 литров (основной бак - 93 литра, дополнительный бак - 45 литров). Топливные баки защищены стальными пластинами.

### Силовая установка и ходовая часть
Машина может комплектоваться бензиновым или дизельным двигателем Toyota.
Шины бескамерные, оснащены пулестойкими вставками "Hutchinson runflat system".

## Варианты и модификации
- Cobra - выпускается в двух вариантах исполнения: стандартным является трёхдверный вариант исполнения, однако возможен выпуск пятидверного варианта[1][3].
- Cobra VBAS - штурмовая полицейская машина, оснащённая раздвижным трапом для штурма зданий и преодоления препятствий высотой до 8,5 метров производства компании FDS. Первый образец представлен 24-25 апреля 2013 года на выставке "Counter Expo-2013" в Лондоне[8].

## Страны-эксплуатанты
- ОАЭ - в январе 2014 года несколько бронемашин закуплены для полиции ОАЭ[4].
- Украина[9]:

- Государственная пограничная служба Украины - в феврале 2015 года бронемашина Streit Group Cobra с эмблемой Кременчугского автозавода на радиаторе была представлена руководством завода, 22-23 мая 2015 года она была представлена ХК "АвтоКрАЗ" в Киеве на выставке "Волонтёрский военпром - 2" (по непонятным причинам она была названа журналистами KRAZ Cougar). 14 июня 2015 Streit Group Cobra (с установленным на крышу пулемётом ДШК и получившая бортовой номер "100") была представлена на вооружении одного из подразделений ГПСУ. 9 сентября 2015 года на сборах командиров и технических специалистов пограничной службы Украины в Национальной Академии ГПСУ им. Богдана Хмельницкого представитель Кременчугского автозавода подтвердил, что бронемашины этого типа уже используются подразделениями пограничной службы Украины.